# Lawrence Stephen
Lawrence Stephen (zm. w marcu 2006 roku) – nauruański działacz sportowy i polityk. Wielokrotny członek parlamentu.
Reprezentował okręg wyborczy Anetan. Po raz pierwszy zasiadł w parlamencie w 1971 roku, zastępując Paula Asa Diemę.
Był m.in. ministrem zdrowia i edukacji.
Brał udział w tworzeniu Nauruańskiego Komitetu Olimpijskiego, był jego sekretarzem generalnym. Pełnił funkcje wiceprzewodniczącego (1992–1996) i pierwszego wiceprzewodniczącego (od 1996 do śmierci) Oceania Weightlifting Federation.  Od 1986 roku był także przewodniczącym Nauruańskiej Federacji Podnoszenia Ciężarów. Zmarł w marcu 2006 roku.
Jego synem jest Marcus, były prezydent i olimpijczyk.